# Wallemiomycetes
Wallemiomycetes Zalar, de Hoog & Schroers – klasa grzybów zaliczana do typu podstawczaków.

## Systematyka
Pozycja w klasyfikacji według Index Fungorum
Wallemiomycetes, Wallemiomycotina, Basidiomycota, Fungi.
Taksonomia
Według aktualizowanej klasyfikacji Index Fungorum bazującej na Dictionary of the Fungi do klasy Wallemiomycetes należą:
- podklasa incertae sedis
  - rząd Geminibasidiales H.D.T. Nguyen, N.L. Nick. & Seifert 2013
  - rząd Wallemiales Zalar, de Hoog & Schroers 2005
  - rząd incertae sedis.
    - rodzina incertae sedis[2].